# Phonocdromus gracilis
Phonocdromus gracilis (лат.) — вид вымерших сумчатых млекопитающих из семейства Pichipilidae отряда ценолесты (Paucituberculata), обитавших во времена среднего миоцена (17,5—16,3 млн лет назад) в Южной Америке.
Описан Флорентино Амегино в 1894 году по ископаемым остаткам, найденным в провинции Санта-Крус на юге Аргентины.

## Описание
Является самым маленьким из описанных представителей семейства Pichipilidae. По сравнению с ближайшим родичем — Pichipilus — моляры у него пропорционально у́же и более продолговатые в передне-заднем направлении; в нижне-переднем — пояс (cingulum) пропорционально у́же и менее развит; на втором моляре (M2) тригонид пропорционально не такой узкий, как талонид; на третьем моляре (M3) тригонид почти такой же широкий, как талонид.

## Систематика
На апрель 2017 года это единственный вид рода Phonocdromus. Ещё один биномен, относимый к роду — Phonocdromus patagonicus Ameghino, 1894 — синонимизирован с видом Microbiotherium tehuelchum Ameghino, 1887.
Род Phonocdromus в 1894 Флорентино Амегино включил в семейство Garzonidae, позже синонимизированное с подсемейсвом Caenolestinae. Затем систематики включали род или в семейство ценолестовых (Caenolestidae), или в его подчинённые таксоны, пока в 2009 году Goin и коллеги не перенесли его в семейство Pichipilidae.